# Peter Paul Weinert
Peter Paul Weinert (* 2. Mai 1948 in Heidenheim an der Brenz; † 29. September 2012 in Holler) war von 1985 bis zum 10. Oktober 2009 Landrat des Westerwaldkreises in Rheinland-Pfalz. Er war Mitglied der Christlich Demokratischen Union Deutschlands.

## Werdegang
Weinert, Sohn eines Weber und Färbermeisters, studierte Französisch, Volkswirtschaftslehre und Rechtswissenschaften an den Universitäten in Mainz und Lausanne. Nach Ablegung des ersten  und zweiten (1975) juristischen Staatsexamens begann er seine Laufbahn als Angestellter Jurist bei der Landesbank Rheinland-Pfalz und setzte diese als Richter am Landgericht Koblenz fort.
Er wechselte dann als Referent für Wirtschaft und Verkehr, Energiefragen, Umweltschutz sowie Landwirtschaft, Weinbau und Forsten in die Staatskanzlei nach Mainz und von dort in der Nachfolge von Norbert Heinen 1985 als Landrat des Westerwaldkreises nach Montabaur.
Nachdem Weinert 1985 noch durch den damaligen Ministerpräsidenten Bernhard Vogel als Landrat ernannt wurde (29. Januar kommissarisch; 5. März definitiv), bestätigte ihn am 11. Oktober 1991 der Kreistag in seinem Amt. 2001 gelang ihm dann die Direktwahl bei der erstmaligen Bestimmung des Landrats durch den Wähler. Zu der Kommunalwahl 2009 konnte er nach Diagnostizierung einer letztlich tödlich verlaufenen Erkrankung nicht mehr antreten. 1993 wurde er stellvertretender Vorsitzender des Landkreistages Rheinland-Pfalz.
Zu den bleibenden Ergebnissen seiner nahezu 25-jährigen Amtsperiode gehört die Anbindung Montabaurs an die Hochgeschwindigkeitsstrecke Köln-Frankfurt.  Als Landrat war er zugleich Vorsitzender des Verwaltungsrats der Kreissparkasse Westerwald. Für seine Mitarbeit wurde Weinert mit der Dr. Johann-Christian-Eberle-Medaille geehrt.
Er war Mitglied der katholischen Studentenverbindung KStV Ketteler Mainz.

## Schriften
- Redaktion in Zusammenarbeit mit der Kreisverwaltung: Der Westerwaldkreis. Aktivzone zwischen Ballungsräumen. Oldenburg (Oldb) Verlag, 1992, ISBN 3-88363-106-X.